# Dự án Y
Phòng thí nghiệm Los Alamos, còn được gọi là Dự án Y, là một phòng thí nghiệm bí mật được thành lập bởi Dự án Manhattan và do Đại học California thực hiện trong Thế chiến II. Nhiệm vụ của nó là thiết kế và chế tạo các quả bom nguyên tử đầu tiên. Robert Oppenheimer là giám đốc đầu tiên, từ năm 1943 đến tháng 12 năm 1945, khi ông được Norris Bradbury thay thế. Để các nhà khoa học tự do thảo luận về công việc của họ trong khi vẫn bảo vệ an ninh, phòng thí nghiệm nằm ở vùng xa xôi của New Mexico. Phòng thí nghiệm đã từng là một phần của Trường Los Alamos Ranch.
Nỗ lực phát triển ban đầu tập trung vào một loại một loại súng vũ khí phân hạch bằng cách sử dụng plutoni gọi là Thin Man. Vào tháng 4 năm 1944, Phòng thí nghiệm Los Alamos xác định rằng tốc độ phân hạch tự phát trong plutoni được nuôi trong lò phản ứng hạt nhân quá lớn do sự có mặt của plutoni-240 và sẽ gây ra một sự phản ứng dây chuyền hạt nhân, trước khi lõi được lắp ráp hoàn chỉnh. Oppenheimer sau đó tổ chức lại phòng thí nghiệm và dàn dựng tất cả và cuối cùng là nỗ lực thành công cho một thiết kế thay thế được đề xuất bởi John von Neumann, một loại vũ khí hạt nhân kiểu implosion, được gọi là Fat Man. Một biến thể của thiết kế được gọi là Little Boy đã được phát triển bằng cách sử dụng urani-235.
Các nhà hóa học tại Phòng thí nghiệm Los Alamos phát triển các phương pháp tinh chế urani và plutoni, loại kim loại này chỉ tồn tại với số lượng nhỏ khi Dự án Y bắt đầu. Các nhà luyện kim đã phát hiện ra rằng plutoni có các tính chất đặc biệt, tuy nhiên không thể đưa nó vào một khối cầu kim loại được. Phòng thí nghiệm đã xây dựng nồi nước, một lò phản ứng đồng nhất dung dịch nước, lò phản ứng thứ ba trên thế giới hoạt động. Nó cũng nghiên cứu Super, một quả bom hydro sử dụng một quả bom phân hạch để kích hoạt một phản ứng tổng hợp hạt nhân trong deuteri và triti.
Fat Man đã được thử nghiệm trong vụ thử hạt nhân Trinity vào tháng 7 năm 1945. Các nhân viên của Dự án đã thành lập đội hầm mỏ và đội lắp ráp cho các vụ ném bom nguyên tử xuống Hiroshima và Nagasaki và tham gia vào các vụ đánh bom. Sau khi chiến tranh kết thúc, phòng thí nghiệm đã hỗ trợ các cuộc thử nghiệm hạt nhân tại đảo Bikini. Một Sư đoàn Z mới được thành lập để kiểm soát các hoạt động thử nghiệm, dự trữ và lắp ráp bom, tập trung tại Căn cứ Sandia. Phòng thí nghiệm Los Alamos đã trở thành phòng thí nghiệm Quốc gia Los Alamos năm 1947.

### Phản ứng nhiệt hạch và bom nguyên tử

Trong phản ứng nhiệt hạch, hạt nhân nguyên tử của một nguyên tố nặng chia thành hai hoặc nhiều hạt khi một neutron bị bắt. Nếu nhiều neutron phát ra, một phản ứng dây chuyền hạt nhân sẽ hình thành.

### Quan niệm thiết kế bom

Trong phản ứng nhiệt hạch, hạt nhân của các phần tử được hợp nhất để tạo ra một phần tử nặng hơn.

## Lựa chọn vị trí

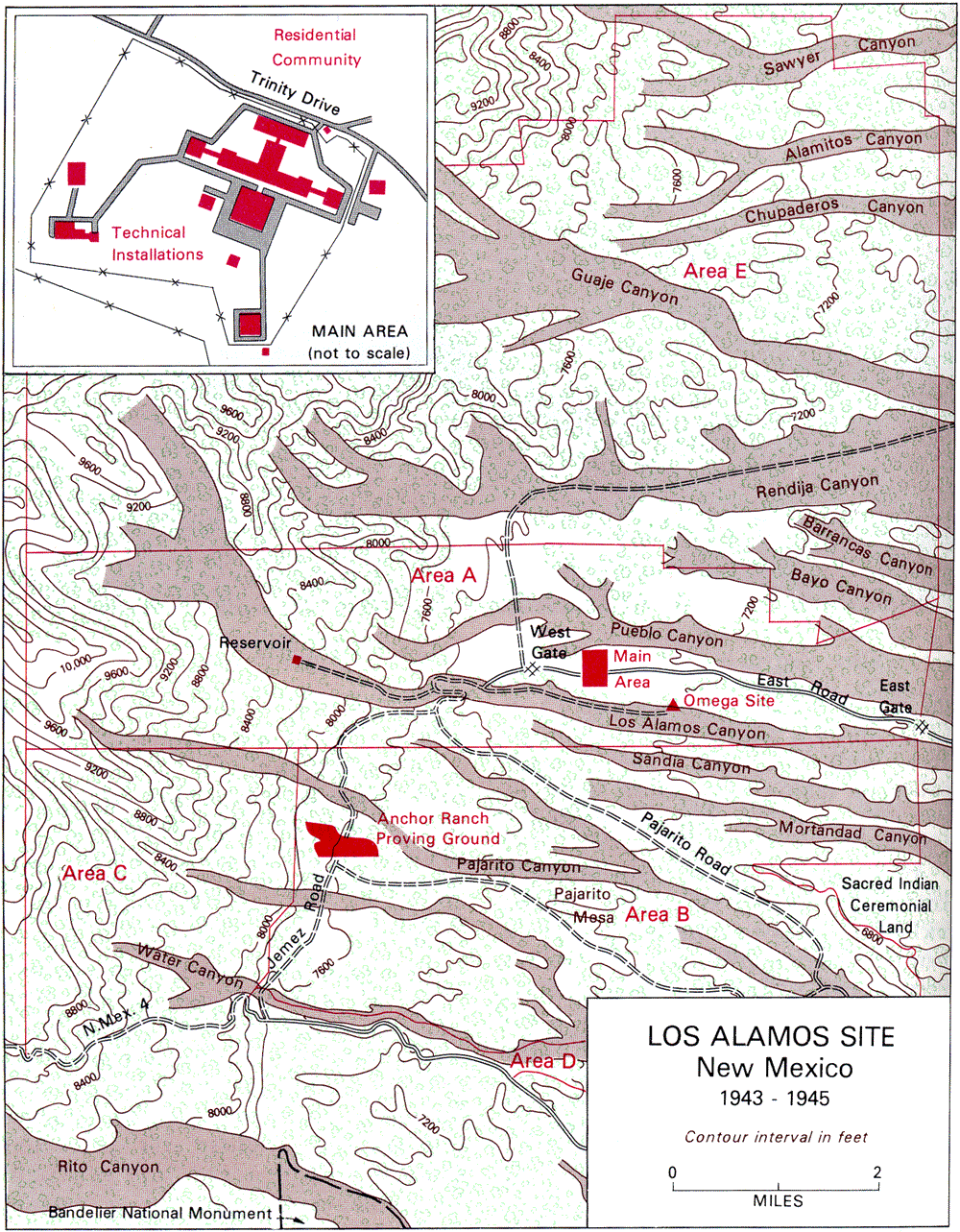
Bản đồ vị trí Los Alamos, New Mexico, 1943–45

## Xây dựng

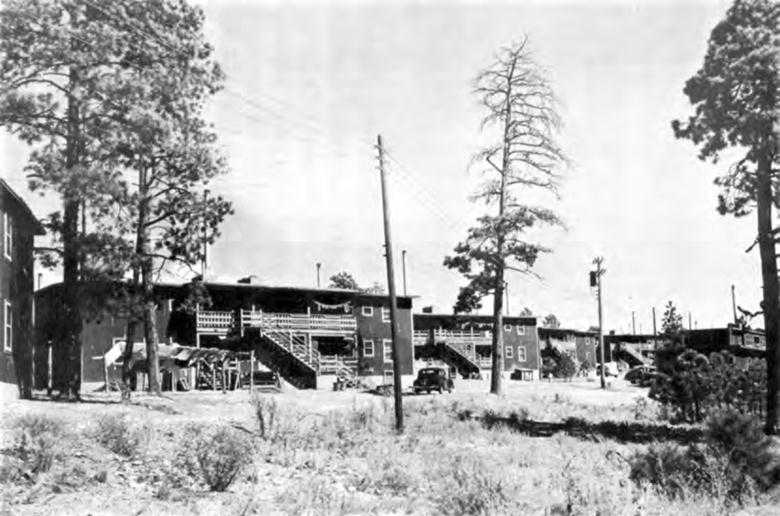
Bốn căn hộ gia đình ở Los Alamos

### Quân sự

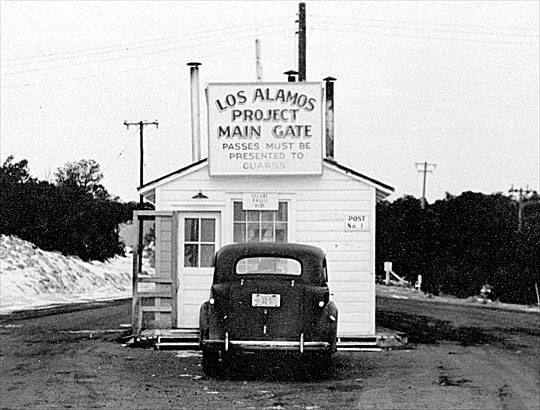
Cổng chính ở Los Alamos